# Klippsmyg (insekt)
Klippsmyg (Petrobius brevistylis) är en insektsart som beskrevs av Carpenter 1913. Klippsmygen ingår i släktet Petrobius, och familjen klippborstsvansar. Enligt Catalogue of Life förekommer arten i Nordamerika, Europa och norra Asien förutom i Kina. Enligt den finländska rödlistan är arten nära hotad i Finland. Arten är reproducerande i Sverige. Arten förekommer i biotoper med grus-, klapper- och stenstränder.. Inga underarter finns listade.